# Saint-Jean-de-Niost
Saint-Jean-de-Niost è un comune francese di 1 459 abitanti situato nel dipartimento dell'Ain della regione dell'Alvernia-Rodano-Alpi.

## Società

### Evoluzione demografica
Abitanti censiti